# Polisportiva Filottrano Pallavolo 2017-2018
Questa voce raccoglie le informazioni riguardanti la Polisportiva Filottrano Pallavolo nelle competizioni ufficiali della stagione 2017-2018.

## Stagione
Nella stagione 2017-18 la Polisportiva Filottrano Pallavolo assume la denominazione sponsorizzata di Lardini Filottrano.
Partecipa per la prima volta alla Serie A1, a seguito della promozione dalla Serie A2; chiude la regular season di campionato all'undicesimo posto in classifica, retrocedendo in serie cadetta.
A seguito del dodicesimo posto al termine del girone di andata del campionato, non si qualifica per la Coppa Italia.

## Organigramma societario
Area direttiva
- Presidente: Renzo Gobbi

Area tecnica
- Allenatore: Alessandro Beltrami (fino al 18 dicembre 2017), Giuseppe Nica (dal 19 dicembre 2017)
- Allenatore in seconda: Marco Amiens (fino al 18 dicembre 2017), Andrea Quintini (dal 19 dicembre 2017)
- Assistente allenatore: Davide Persico
- Scout man: Marica Magagnini

## Rosa
| N° | Nome                | Ruolo | Data di nascita   | Nazionalità sportiva |
| -- | ------------------- | ----- | ----------------- | -------------------- |
| 1  | Giulia Melli        | S     | 8 gennaio 1998    | Italia               |
| 3  | Francesca Bosio     | P     | 7 agosto 1997     | Italia               |
| 5  | Federica Feliziani  | L     | 5 agosto 1983     | Italia               |
| 6  | Nicole Gamba        | L     | 2 giugno 1998     | Italia               |
| 7  | Chiara Negrini      | S     | 27 aprile 1979    | Italia               |
| 9  | Beatrice Agrifoglio | P     | 1º gennaio 1994   | Italia               |
| 10 | Berenika Tomsia     | C/O   | 18 marzo 1988     | Polonia              |
| 11 | Annie Mitchem       | S     | 22 aprile 1994    | Stati Uniti          |
| 12 | Alessia Mazzaro     | C     | 19 settembre 1998 | Italia               |
| 13 | Asia Cogliandro     | C     | 12 gennaio 1996   | Italia               |
| 14 | Nikki Taylor        | O     | 23 luglio 1995    | Stati Uniti          |
| 15 | Sara Hutinski       | C     | 20 giugno 1991    | Slovenia             |
| 17 | Lana Ščuka          | S     | 6 ottobre 1996    | Slovenia             |

## Mercato
| Acquisti | Acquisti            | Acquisti        | Acquisti   |
| R.       | Nome                | da              | Modalità   |
| -------- | ------------------- | --------------- | ---------- |
| P        | Beatrice Agrifoglio | VolAlto Caserta | definitivo |
| L        | Nicole Gamba        | Pesaro          | definitivo |
| C        | Sara Hutinski       | RC Cannes       | definitivo |
| S        | Giulia Melli        | Club Italia     | definitivo |
| S        | Annie Mitchem       | Hawaii          | definitivo |
| O        | Nikki Taylor        | Hawaii          | definitivo |
| C/O      | Berenika Tomsia     | Pro Victoria    | definitivo |

| Cessioni | Cessioni         | Cessioni        | Cessioni   |
| R.       | Nome             | a               | Modalità   |
| -------- | ---------------- | --------------- | ---------- |
| C/O      | Berenika Tomsia  | Chemik Police   | definitivo |
| S        | Elena Cappelli   | Vasas           | definitivo |
| P        | Sonia Galazzo    | VolAlto Caserta | definitivo |
| L        | Martina Marangon | VolAlto Caserta | definitivo |
| S        | Giulia Melli     | Hermaea         | definitivo |
| C        | Elisa Rita       | ?               | definitivo |
| O        | Sofia Tosi       | Vicenza         | definitivo |
| O        | Tereza Vanžurová | Cuneo Granda    | definitivo |

## Risultati

### Serie A1

#### Girone di andata
| 1ª giornata - 15 ottobre 2017 PalaBaldinelli, Osimo              | Filottrano      | 3 - 1 | Pesaro       | 20-25, 25-12, 25-19, 25-18        |
| 2ª giornata - 21 ottobre 2017 PalaYamamay, Busto Arsizio         | Busto Arsizio   | 3 - 0 | Filottrano   | 25-18, 25-21, 25-16               |
| 3ª giornata - 29 ottobre 2017 PalaBaldinelli, Osimo              | Filottrano      | 0 - 3 | Imoco        | 15-25, 24-26, 16-25               |
| 4ª giornata - 5 novembre 2017 PalaTerdoppio, Novara              | AGIL            | 3 - 1 | Filottrano   | 19-25, 25-15, 25-22, 25-19        |
| 5ª giornata - 12 novembre 2017 Palazzetto dello Sport, Scandicci | Savino Del Bene | 3 - 0 | Filottrano   | 25-17, 25-18, 25-19               |
| 6ª giornata - 19 novembre 2017 PalaBaldinelli, Osimo             | Filottrano      | 0 - 3 | River        | 18-25, 17-25, 23-25               |
| 7ª giornata - 22 novembre 2017 PalaRadi, Casalmaggiore           | Casalmaggiore   | 3 - 0 | Filottrano   | 25-14, 25-15, 25-20               |
| 8ª giornata - 26 novembre 2017 PalaBaldinelli, Osimo             | Filottrano      | 1 - 3 | Pro Victoria | 25-15, 20-25, 17-25, 20-25        |
| 9ª giornata - 2 dicembre 2017 PalaNorda, Bergamo                 | Bergamo         | 3 - 1 | Filottrano   | 24-26, 25-22, 25-19, 25-20        |
| 10ª giornata - 10 dicembre 2017 PalaBaldinelli, Osimo            | Filottrano      | 2 - 3 | SAB          | 25-20, 25-16, 25-27, 23-25, 10-15 |
| 11ª giornata - 17 dicembre 2017 Nelson Mandela Forum, Firenze    | San Casciano    | 3 - 0 | Filottrano   | 25-18, 25-23, 25-21               |

#### Girone di ritorno
| 12ª giornata - 26 dicembre 2017 PalaCampanara, Pesaro         | Pesaro       | 3 - 1 | Filottrano      | 23-25, 25-14, 25-18, 25-23        |
| 13ª giornata - 7 gennaio 2018 PalaBaldinelli, Osimo           | Filottrano   | 3 - 2 | Busto Arsizio   | 19-25, 25-19, 26-24, 17-25, 15-10 |
| 14ª giornata - 14 gennaio 2018 PalaVerde, Villorba            | Imoco        | 3 - 0 | Filottrano      | 25-19, 25-19, 28-26               |
| 15ª giornata - 17 gennaio 2018 PalaBaldinelli, Osimo          | Filottrano   | 3 - 2 | AGIL            | 25-21, 25-22, 24-26, 15-25, 17-15 |
| 16ª giornata - 21 gennaio 2018 PalaBaldinelli, Osimo          | Filottrano   | 1 - 3 | Savino Del Bene | 25-22, 18-25, 15-25, 17-25        |
| 17ª giornata - 28 gennaio 2018 PalaPanini, Modena             | River        | 3 - 0 | Filottrano      | 25-21, 25-23, 25-22               |
| 18ª giornata - 4 febbraio 2018 PalaBaldinelli, Osimo          | Filottrano   | 3 - 1 | Casalmaggiore   | 25-21, 25-23, 22-25, 25-20        |
| 19ª giornata - 10 febbraio 2018 Palazzetto dello Sport, Monza | Pro Victoria | 3 - 1 | Filottrano      | 25-9, 18-25, 25-22, 25-23         |
| 20ª giornata - 25 febbraio 2018 PalaBaldinelli, Osimo         | Filottrano   | 3 - 1 | Bergamo         | 16-25, 25-20, 26-24, 25-17        |
| 21ª giornata - 4 marzo 2018 PalaBorsani, Castellanza          | SAB          | 1 - 3 | Filottrano      | 25-18, 22-25, 23-25, 20-25        |
| 22ª giornata - 10 marzo 2018 PalaBaldinelli, Osimo            | Filottrano   | 3 - 2 | San Casciano    | 25-18, 20-25, 28-30, 25-22, 15-13 |

## Statistiche

### Statistiche di squadra
| Competizione | Punti | In casa | In casa | In casa | In trasferta | In trasferta | In trasferta | Totale | Totale | Totale |
| Competizione | Punti | G       | V       | P       | G            | V            | P            | G      | V      | P      |
| ------------ | ----- | ------- | ------- | ------- | ------------ | ------------ | ------------ | ------ | ------ | ------ |
| Serie A1     | 19    | 11      | 6       | 5       | 11           | 1            | 10           | 22     | 7      | 15     |
| Totale       | -     | 11      | 6       | 5       | 11           | 1            | 10           | 22     | 7      | 15     |

G = partite giocate; V = partite vinte; P = partite perse

### Statistiche dei giocatori
| Giocatore     | Serie A1 | Serie A1 | Serie A1 | Serie A1 | Serie A1 | Totale | Totale | Totale | Totale | Totale |
| Giocatore     | P        | PT       | AV       | MV       | BV       | P      | PT     | AV     | MV     | BV     |
| ------------- | -------- | -------- | -------- | -------- | -------- | ------ | ------ | ------ | ------ | ------ |
| B. Agrifoglio | 5        | 0        | 0        | 0        | 0        | 5      | 0      | 0      | 0      | 0      |
| F. Bosio      | 22       | 40       | 15       | 19       | 6        | 22     | 40     | 15     | 19     | 6      |
| A. Cogliandro | 2        | 8        | 6        | 2        | 0        | 2      | 8      | 6      | 2      | 0      |
| F. Feliziani  | 21       | 0        | 0        | 0        | 0        | 21     | 0      | 0      | 0      | 0      |
| N. Gamba      | 19       | 3        | 0        | 0        | 3        | 19     | 3      | 0      | 0      | 3      |
| S. Hutinski   | 22       | 176      | 111      | 60       | 5        | 22     | 176    | 111    | 60     | 5      |
| A. Mazzaro    | 21       | 117      | 72       | 38       | 7        | 21     | 117    | 72     | 38     | 7      |
| G. Melli      | 14       | 47       | 44       | 1        | 2        | 14     | 47     | 44     | 1      | 2      |
| A. Mitchem    | 21       | 322      | 275      | 37       | 10       | 21     | 322    | 275    | 37     | 10     |
| C. Negrini    | 14       | 32       | 26       | 3        | 3        | 14     | 32     | 26     | 3      | 3      |
| L. Ščuka      | 22       | 252      | 229      | 19       | 4        | 22     | 252    | 229    | 19     | 4      |
| N. Taylor     | 0        | 0        | 0        | 0        | 0        | 0      | 0      | 0      | 0      | 0      |
| B. Tomsia     | 22       | 273      | 221      | 38       | 14       | 22     | 273    | 221    | 38     | 14     |

P = presenze; PT = punti totali; AV = attacchi vincenti; MV = muri vincenti; BV = battute vincenti